# 平野聡 (歴史学者)
平野 聡（ひらの さとし、1970年7月13日 - ）は、日本の政治学者・歴史学者。博士（法学）。東京大学大学院法学政治学研究科教授。専攻はアジア政治外交史。

## 略歴
- 神奈川県出身[1]
- 1994年 東京大学法学部卒業
- 1996年 東京大学大学院法学政治学研究科修士課程修了
- 1999年 東京大学大学院法学政治学研究科博士課程単位取得退学
  - 日本学術振興会特別研究員
- 2002年 東京大学博士（法学）　博士論文は「「皇清の大一統」とチベット問題 」[2]
- 2003年 東京大学大学院法学政治学研究科助教授
- 2007年 同准教授
- 2014年 同教授（現職）

## 受賞
2004年　サントリー学芸賞（思想・歴史部門）－『清帝国とチベット問題』に対して

## 著書
- 『清帝国とチベット問題――多民族統合の成立と瓦解』（名古屋大学出版会、2004年）
- 『大清帝国と中華の混迷』（講談社「興亡の世界史17」、2007年／講談社学術文庫、2018年）
- 『「反日」中国の文明史』（筑摩書房〈ちくま新書〉、2014年）

## 論文

### 雑誌論文
- 「チベット仏教共同体と『中華』――清朝期多民族統合の一側面」『國家學會雑誌』110巻3・4号（1997年）
- 「『西部大開発』時代のチベット問題――中国の『持続的開発』と伝統文化」『現代思想』29巻4号（2001年）
- 「現代中国知識分子は『チベット』をどうみるか」『中国研究月報』55巻4号（2001年）
- 「『解放』とは何か――『チベット解放』からみた一考察」『中国』16号（2001年）
- 「『公正な帝国』から『近代中華帝国』へ――清帝国の統治構造変動と民族問題」『歴史学研究』776号（2003年）
- 「宗教からみた中国国家――『世俗権力の合理性』とその限界を中心に」『中国』19号（2004年）
- 「中国民族問題の近代的起源――多様性の維持と後発国型国家建設の相克」『現代中国研究』19号（2006年）

### 単行本収録論文
- 「近現代チベット史における『親中』の位相」毛里和子編『現代中国の構造変動（7）中華世界――アイデンティティの再編』（東京大学出版会, 2001年）
- 「チベット社会」佐々木信彰編『現代中国の民族と経済』（世界思想社, 2001年）
- 「『公正な帝国』から『近代中華帝国』へ」歴史学研究会編『シリーズ歴史学の現在（10）帝国への新たな視座――歴史研究の地平から』（青木書店, 2005年）
- 「近代『東アジア』地域政治史再考」加々美光行編『叢書現代中国学の構築に向けて（2）中国内外政治と相互依存』（日本評論社, 2008年）